# Arrondissement de Boussac
L’arrondissement de Boussac est un ancien arrondissement français du département de la Creuse. Il fut créé le 17 février 1800 et supprimé le 10 septembre 1926. Les autres arrondissements se partagèrent les cantons concernés.

## Composition
Il comprenait les cantons de Boussac, Chambon-sur-Voueize, Châtelus-Malvaleix et Jarnages.

## Sous-préfets
| Période           | Période           | Identité                   | Fonction précédente                                                               | Observation                                                                |
| ----------------- | ----------------- | -------------------------- | --------------------------------------------------------------------------------- | -------------------------------------------------------------------------- |
|                   |                   |                            |                                                                                   |                                                                            |
| 5 septembre 1840  | 14 janvier 1843   | Claude Brugière de Barante |                                                                                   | Nommé sous-préfet d'Autun                                                  |
| 14 janvier 1843   | 6 avril 1845      | Victor Mouzard-Sencier     |                                                                                   | Nommé sous-préfet de Semur                                                 |
|                   |                   |                            |                                                                                   |                                                                            |
| 17 septembre 1847 | 24 janvier 1849   | Marie-Louis Souquières     | Chef de cabinet du préfet de l'Aveyron                                            | Nommé sous-préfet du Vigan                                                 |
| 24 janvier 1849   | 17 janvier 1850   | Hippolyte Bergognié        | Sous-préfet de La Réole révoqué à la révolution de 1848                           | Nommé sous-préfet de Mamers                                                |
| 17 janvier 1850   | 17 septembre 1851 | Théophile Coupier          | Sous-préfet de Sisteron                                                           | Nommé sous-préfet d'Aubusson                                               |
|                   |                   |                            |                                                                                   |                                                                            |
| 7 juillet 1858    | 25 octobre 1865   | Charles Lemercier          | Conseiller de préfecture de la Creuse                                             | Nommé secrétaire général de la préfecture de la Charente-Inférieure        |
|                   |                   |                            |                                                                                   |                                                                            |
| 30 septembre 1870 | 15 février 1873   | Jean-Baptiste Maulmond     | Propriétaire agriculteur                                                          | Nommé sous-préfet de Bellac                                                |
| 21 février 1877   | 24 mai 1877       | Ernest Javal               | Capitaine au 23e régiment territorial d'infanterie                                | Remplacé                                                                   |
|                   |                   |                            |                                                                                   |                                                                            |
| 30 décembre 1877  | 13 février 1880   | Émile Hélitas              | Maire de Chambôret                                                                | Nommé sous-préfet d'Aubusson                                               |
| 13 février 1880   | 5 octobre 1888    | Clovis Marserou            | Sous-préfet de Saint-Pons                                                         | Nommé sous-préfet d'Aubusson                                               |
| 5 octobre 1888    | 12 février 1890   | Georges Boiteau            | Secrétaire général de la préfecture du Territoire-de-Belfort                      | Nommé sous-préfet d'Ussel                                                  |
| 12 février 1890   |                   | Henri Marie                |                                                                                   | Mort en fonction                                                           |
| 31 décembre 1892  | 24 février 1893   | Louis Regnault             | Secrétaire général de la préfecture des Vosges                                    | Mis en disponibilité sur sa demande                                        |
| 24 février 1893   | 7 janvier 1894    | Auguste Droz               | Attaché au cabinet du ministre des finances (M. Rouvier)                          | Nommé secrétaire général de la préfecture de la Corrèze                    |
| 7 janvier 1894    | 1er février 1894  | Paul Lefort                | Secrétaire général de la préfecture de la Corrèze                                 | Nommé sous-préfet de Sancerre                                              |
| 1er février 1894  | 21 octobre 1895   | Gaston Bordenave           | Secrétaire de la direction du Cabinet et du Personnel au ministère de l'Intérieur | Nommé conseiller de préfecture de Maine-et-Loire                           |
| 16 novembre 1895  | 28 février 1896   | Jean Prunière              | Sous-préfet de Château-Chinon                                                     | Mis en disponibilité                                                       |
| 28 février 1896   | 19 juillet 1898   | Georges Winandy            | Rédacteur au ministère des travaux publics                                        | Nommé sous-préfet de Montdidier                                            |
| 19 juillet 1898   | 22 novembre 1898  | Jean Monsarrat             | Sous-préfet de Castelnaudary                                                      | Nommé secrétaire général de la préfecture des Hautes-Pyrénées              |
| 22 novembre 1898  | 15 juillet 1914   | François de tomeï          |                                                                                   | Nommé sous-préfet de Châteaudun                                            |
| 15 juillet 1914   | 15 février 1915   | Alexandre Angeli           | Chef de cabinet du préfet de l'Aisne                                              | Mobilisé pour la guerre                                                    |
| 20 février 1915   | 27 octobre 1919   | Gustave Quéron             | Secrétaire général de la préfecture des Deux-Sèvres                               | Nommé sous-préfet d'Aubusson                                               |
| 27 octobre 1919   | 29 octobre 1919   | André Jacquemart           | Chef de cabinet du préfet de l'Aisne                                              | A la disposition du préfet de l'Aisne                                      |
| 29 octobre 1919   | 4 janvier 1926    | Maurice Belliard           | Chef de cabinet du préfet de l'Hérault                                            | Nommé secrétaire général de la préfecture de l'Eure                        |
| 4 janvier 1926    | 22 septembre 1926 | Albert Sauvaire            | Conseiller de préfecture des Ardennes                                             | Rattaché à la préfecture de la Creuse à la fermeture de la sous-préfecture |